# Mansfield (Washington)
Pour les articles homonymes, voir Mansfield.
Mansfield est une ville américaine située dans le comté de Douglas, dans l'État de Washington. Selon le recensement de 2010, sa population est de 320 habitants.